# Witold Adam Czartoryski
Witold Adam Czartoryski, né le 6 juin 1822 à Puławy, mort le 14 novembre 1865 à Alger, est un prince polonais de la famille Czartoryski.

## Biographie
Witold Adam Czartoryski est le fils de Adam Jerzy Czartoryski et de Anna Zofia Sapieha.
Il étudie à Münster, Munich et Berlin. Grâce aux efforts de son père il obtient le grade de sous-lieutenant dans l'armée espagnole. En 1848, il sert dans l'armée sarde comme lieutenant d'infanterie. Souvent malade, il quitte l'armée en 1850 et se rend à Paris où il reçoit la nationalité française.
En 1860, il représente son père à la réunion de l'Association littéraire des Amis de la Pologne qui se réunit tous les ans à Londres. À la mort de ce dernier, le 15 juillet 1861, il devient le chef de file de l'opposition polonaise en Europe, alors que vient d'éclater le soulèvement de janvier. Obtenant une mission diplomatique à Constantinople, il soutient les insurgés et arme sur ses fonds propres un bataillon de 150 soldats d'infanterie. En raison de la maladie, il doit cependant bien vite cesser ses activités et se rend au Caire puis à Alger, où il meurt le 14 novembre 1865.

## Mariage
Le 30 octobre 1851 à Paris, Witold Czartoryski épouse Maria Grocholska (pl) (1833-1928).

## Sources
- (pl) Cet article est partiellement ou en totalité issu de l’article de Wikipédia en polonais intitulé « Witold Czartoryski (1822-1865) » (voir la liste des auteurs).